# Матич, Дарьян
Дарьян Матич (словен. Darijan Matič; 28 мая 1983, Любляна, СФРЮ) — словенский футболист, полузащитник.

## Биография

### Клубная карьера
Воспитанник молодёжных команд «Слована» из Любляны и «Ежицы». В 2001 году стал выступать за клуб «Триглав», за который выступал до 2004 года, с небольшим перерывом в сезоне 2002/03, когда Матич выступал за «Любляну». В 2004 году перешёл в «Копер», за который сыграл всего 12 матчей и перешёл в «Олимпию».
В январе 2005 года вновь сменил клуб и перешёл в «Домжале». В составе «Домжале» отыграл полтора сезона и забил 7 мячей в 45 матчах. В июле 2006 года уехал за границу в ярославский «Шинник». В новом клубе дебютировал 12 июля в матче против московского «Спартака». В сезоне 2006 ярославский клуб вылетел из Премьер-лиги, и Дарьян перешёл на правах аренды в «Спартак» из Нальчика. В Нальчике словенец дебютировал 1 апреля 2007 года в матче против самарских «Крыльев Советов». В январе 2008 года вернулся на родину, в «Интерблок», в составе которого дважды становился обладателем Кубка Словении (в сезоне 2007/08 и 2008/09) и Суперкубка (в 2008).
В июле 2009 года Матич перешёл в бухарестский «Рапид», за который выступал до июля следующего года, пока не закончился контракт. Летом в 2010 году подписал контракт с израильским «Бней Сахнин». Зимой 2011 перешёл в «Кривбасс».

### Карьера в сборной
В сборной Словении дебютировал 4 июня 2006 года в товарищеском матче со сборной Кот-д’Ивуара. Всего за сборную провёл 7 матчей.
| № | Дата             | Соперник          | Счёт | Голы Матича | Соревнование            |
| 1 | 4 июня 2006      | Кот-д’Ивуар       | 0:3  | -           | Товарищеский матч       |
| 2 | 26 марта 2008    | Венгрия           | 1:0  | −           | Товарищеский матч       |
| 3 | 26 мая 2008      | Швеция            | 0:1  | −           | Товарищеский матч       |
| 4 | 20 августа 2008  | Хорватия          | 2:3  | −           | Товарищеский матч       |
| 5 | 6 сентября 2008  | Польша            | 1:1  | −           | Отборочный матч ЧМ-2010 |
| 6 | 10 сентября 2008 | Словакия          | 2:1  | −           | Отборочный матч ЧМ-2010 |
| 7 | 11 октября 2008  | Северная Ирландия | 2:0  | -           | Отборочный матч ЧМ-2010 |

Итого: 7 матчей / 0 голов; 3 победы, 1 ничья, 3 поражения.
(откорректировано по состоянию на 11 октября 2008 года)

## Достижения
«Интерблок»
- Обладатель Кубка Словении (2): 2007/08, 2008/09
- Обладатель Суперкубка Словении (1): 2008